# Burswood Entertainment Complex
Burswood Entertainment Complex je multifunkční komplex nacházející se na břehu Labutí řeky nedaleko západoaustralského města Perth. Vlastníkem je společnost Crown Limited. V areálu se kromě kasin a barů nachází sedm restaurací, noční klub, dva hotely (pětihvězdičkový InterContinental a čtyřhvězdičkový Holiday Inn), divadlo a vlaková stanice, která zabezpečuje spojení s městem. Komplex byl oficiálně otevřen 8. dubna 1988. Slouží také pro zábavní a kulturní akce, v roce 2009 zde koncertovala například Britney Spears.
Samostatnou součástí komplexu je Burswood Dome, který obsahuje více sportovišť včetně tenisového areálu. Ten byl do roku 2012 dějištěm první události tenisové sezóny – oficiálního mistrovství smíšených družstev Mezinárodní tenisové federace neboli Hopmanova poháru.

## Burswoodský park
Krajina obklopující kasino je známá jako Burswoodský park (Burswood Park). Ve 40. letech 20. století se původně jednalo o smetiště. S výstavbou komplexu kasin došlo k regeneraci místní lesostepi a její přeměně na rekreační místo určené pro veřejnost. V současnosti v parku roste řada druhů rostlin, stezky jsou lemovány sochami a také zde existuje golfové hřiště.

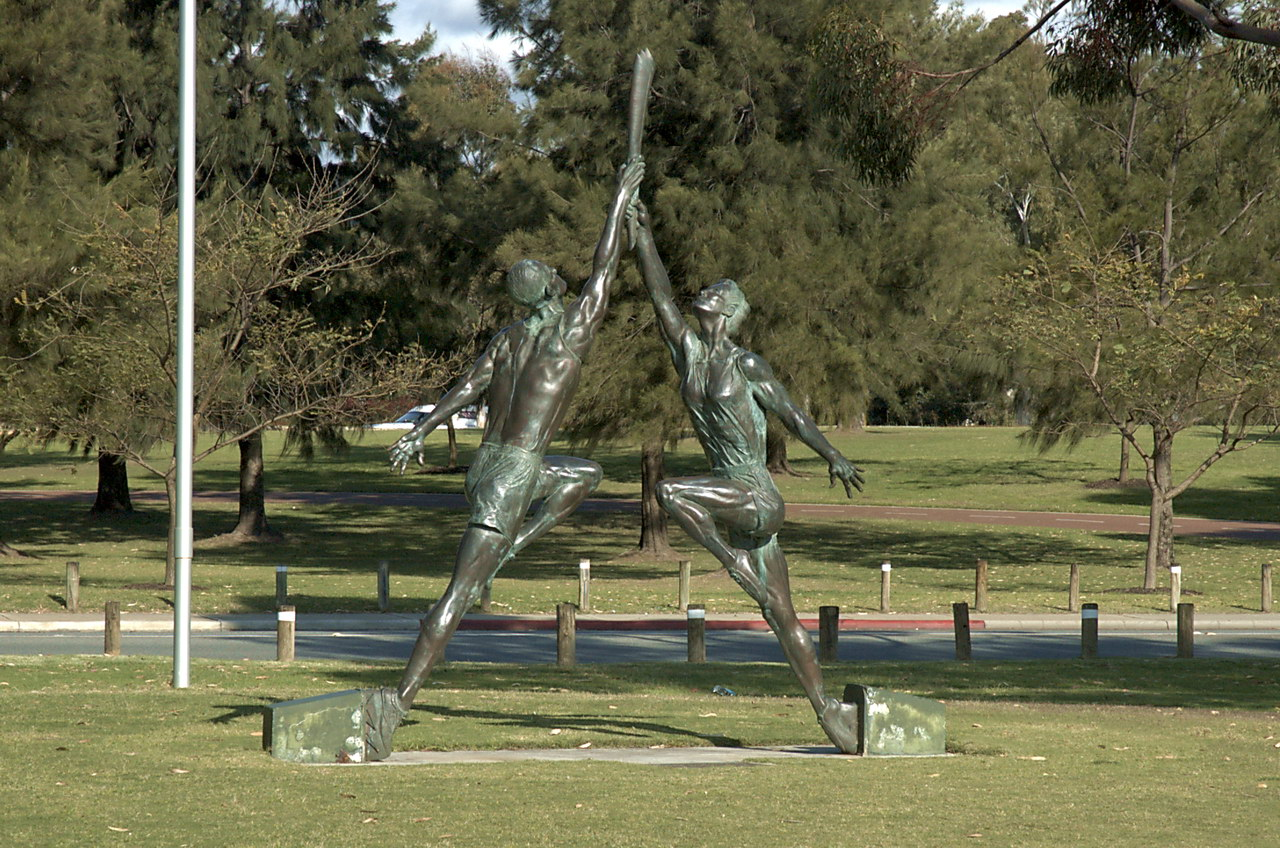
Olympionici
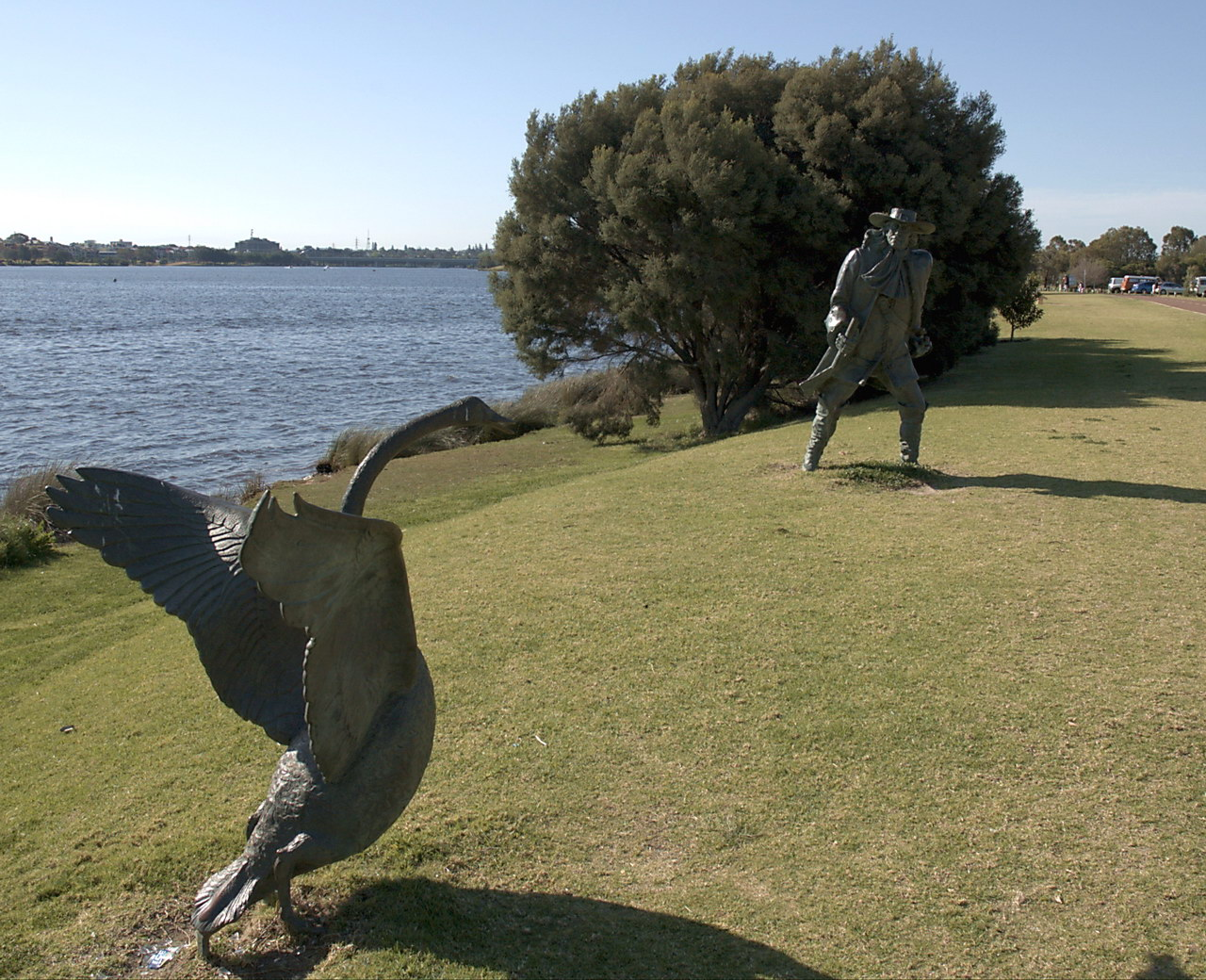
Willem de Vlamingh
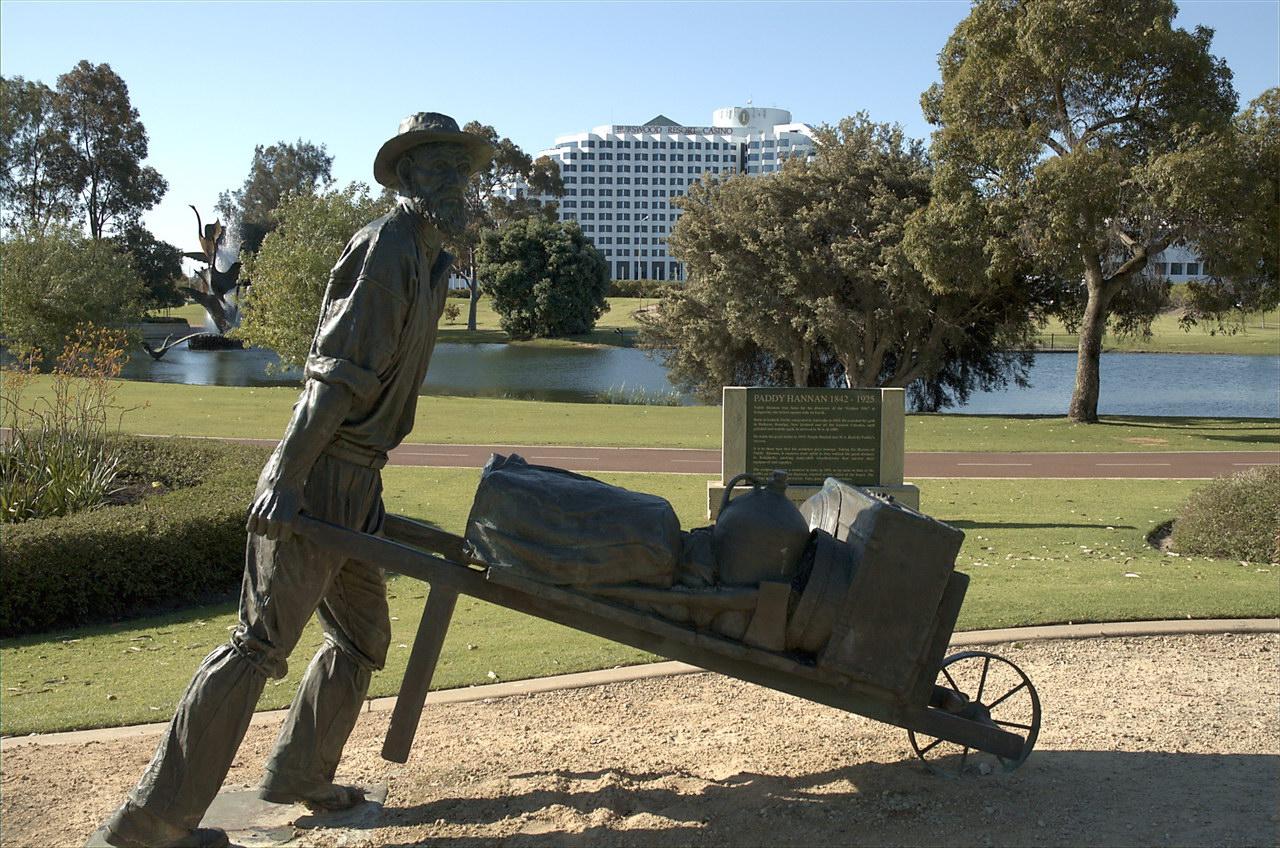
Paddy Hannan
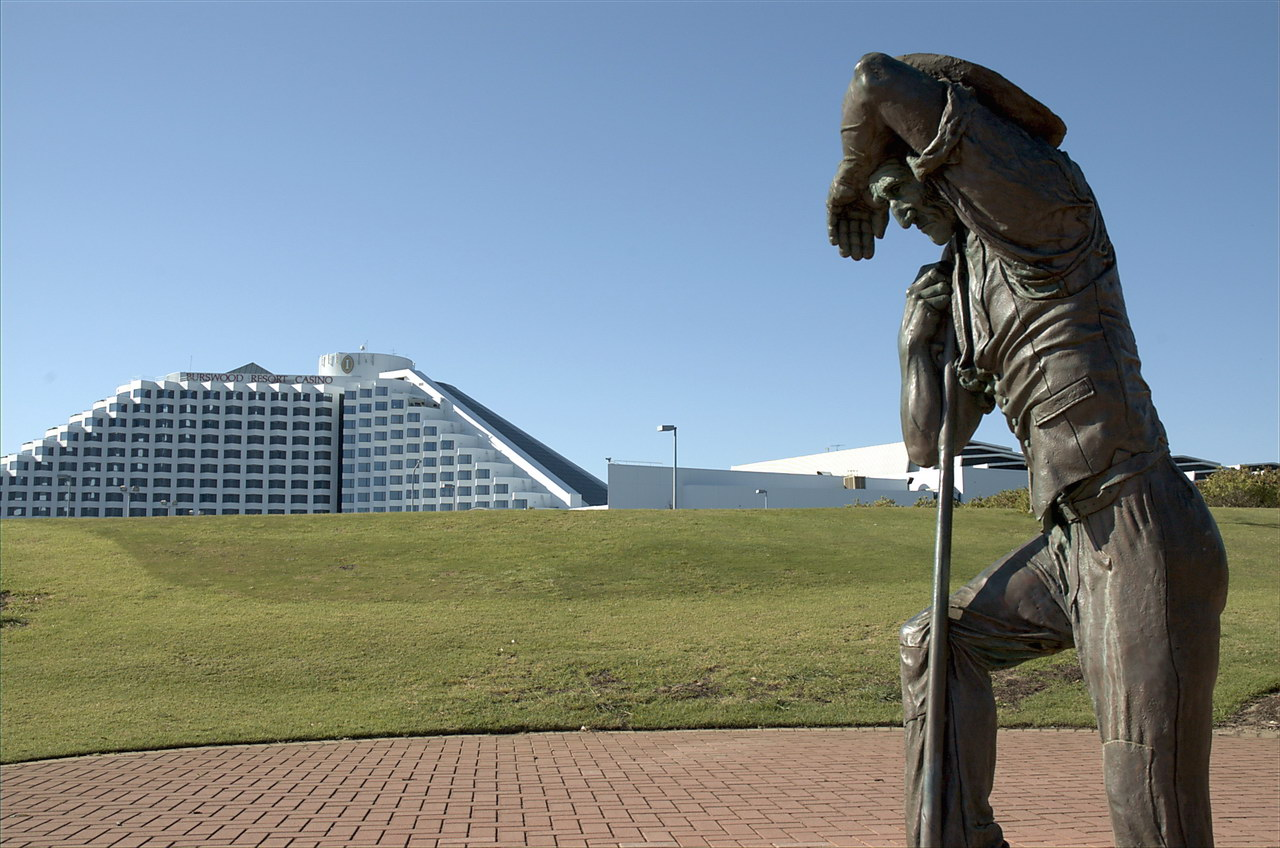
Henry Camfield

## Burswood Dome
Burswood Dome je velká uzavřená aréna poskytující prostor pro kulturní a sportovní události. Její velikost činí 8 800 m2 a kapacita představuje 13 600 sedících diváků na kulturní a 8 000 na tenisové akce. Laminátová střecha je zavěšena ve výšce 35 metrů nad zemí.

### Zábava

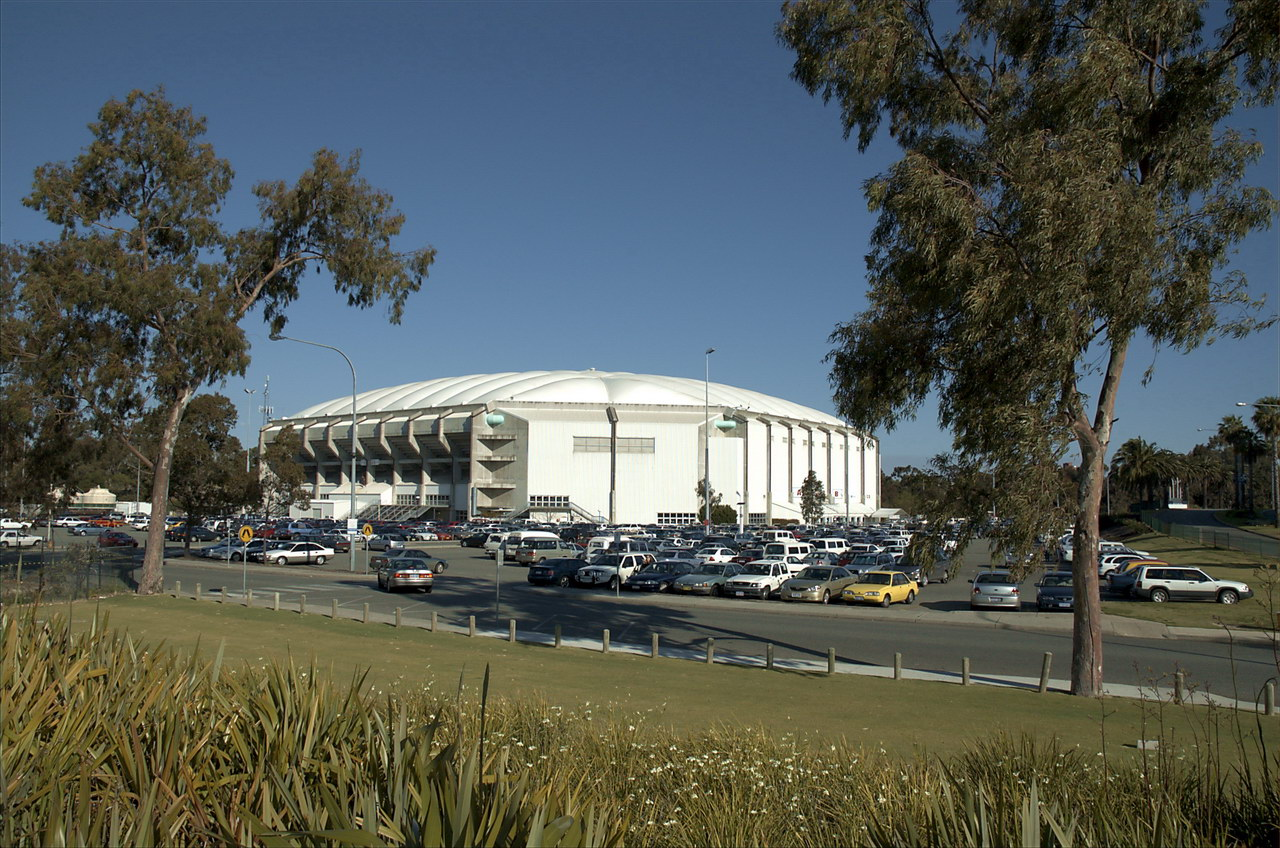
Burswood Dome

V říjnu 2010 zde pro celkem 45 000 diváků dvakrát koncertovala americká kapela Metallica v rámci turné „World Magnetic Tour“.
Cliff Richard & The Shadows vyprodali arénu pro 34 400 návštěvníků. V roce 2007 měla v dómu během turné „Showgirl“ tři vystoupení australská zpěvačka Kylie Minogue. Roku 2011 se na stadión vrátila v rámci koncertní šňůry „Les Folies Tour“.
Z dalších umělců zde mimo jiné vystoupili Rihanna, Andrea Bocelli, Olivia Newton-Johnová, Sarah Brightmanová, Cliff Richard, The Shadows, Mariah Carey, Christina Aguilera (16 200 diváků), Gwen Stefani (16 749), P!nk (17 500), Britney Spears (18 272), Lady Gaga (18 370), nebo v roce 1996 král popu Michael Jackson s turné „HIStory World Tour“ (19 000).

### Sport
Burswood Dome byl v letech 1989–2012 dějištěm každoročního mezinárodního tenisového turnaje smíšených družstev Hopmanova poháru. Příležitostně zde hraje zápasy basketbalový klub Perth Wildcats. V sezóně 2007/2008 byla aréna domovským hřištěm pro fotbalový ligový tým Perth Glory FC.